# Lembitu
Lembitu (también Lembitu de Lehola, estonio: Lembit, m. 21 de septiembre de 1217) fue un caudillo pagano de Sackalia, en la antigua Estonia, y líder militar en la lucha contra las embestidas de conquista de los Hermanos Livonios de la Espada a principios del siglo XIII. Es el único gobernante anterior a las cruzadas bálticas de quien se dispone de cierta información, ya que se le menciona expresamente en la crónica de Enrique de Livonia.
Lembitu, también conocido en latín como Lambite, Lembito o Lembitus, aparece en las crónicas desde 1211. Lembitu aniquiló una tropa de misioneros cristianos en Sackalia y sus incursiones bélicas llegaron hasta Pskov, entonces una ciudad de la república de Novgorod. En 1215, los cruzados alemanes conquistaron la fortaleza de Lehola (cerca de la ciudad de Suure-Jaani) y fue apresado. Lembitu no fue liberado hasta 1217.
Lembitu intentó unir las tribus estonias para combatir el ansia expansionista de conquista de los cruzados, llegando a crear un ejército de 6.000 estonios procedentes de diferentes condados, pero murió en un enfrentamiento armado durante la batalla del día de San Mateo, el 21 de septiembre de 1217.
Su hermano Unnepewe pactó la paz con los alemanes tras la derrota militar tres días después de la batalla.